# Parque das Nações
Il Parque das Nações (in italiano Parco delle Nazioni) è una freguesia e un quartiere che si trova nella zona orientale di Lisbona. Il quartiere venne costruito nell'ambito del processo di urbanizzazione e riconversione urbana avviato nell'area, sino ad allora a vocazione prettamente industriale, in occasione dell'Expo 98. L'area venne interessata da notevoli trasformazioni, come la costruzione di un nuovo centro commerciale, di un complesso fieristico internazionale, di diversi alberghi, di molti nuovi uffici ed edifici residenziali, di un casinò, e di un moderno porto turistico. Dopo l'Esposizione Internazionale del 1998 la Zona de Intervenção da Expo assunse il nome attuale. 
Il Parque das Nações è inoltre un luogo perfetto per gli appassionati del bird watching, in quanto la vicinanza con l'estuario del Tago permette di osservare diverse specie di volatili.
La freguesia venne istituita nell'ambito della riorganizzazione amministrativa del 2012, entrata in vigore in seguito alle elezioni locali del 2013. La freguesia venne formata mediante l'aggregazione di parte dell'antica freguesia di Santa Maria dos Olivais, appartenente al comune Lisbona, con aree delle freguesias di Moscavide e Sacavém, facenti parte del comune di Loures.

## Monumenti e luoghi d'interesse
- Oceanario di Lisbona
- Pavilhão de Portugal
- Torre Vasco da Gama
- Pavilhão do Conhecimento
- MEO Arena
- Igreja de Nossa Senhora dos Navegantes

## Galleria d'immagini

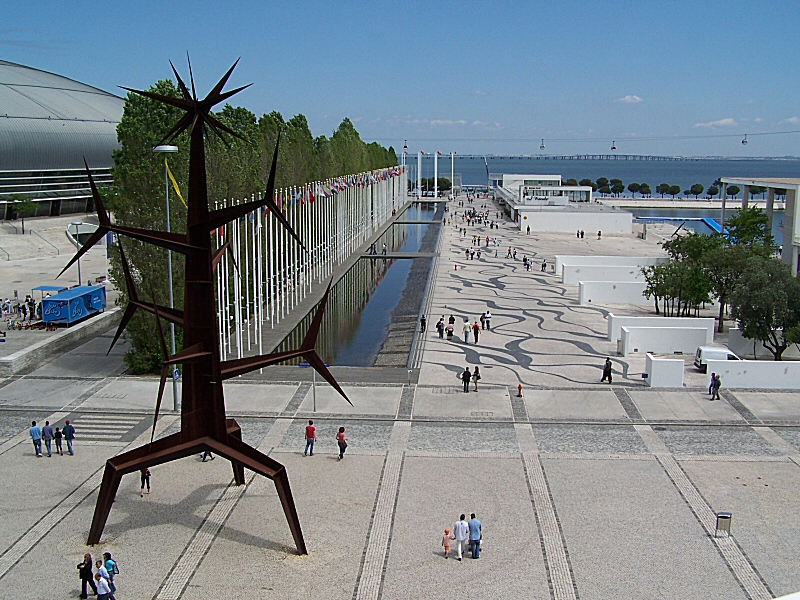
Veduta del Parque das Nações
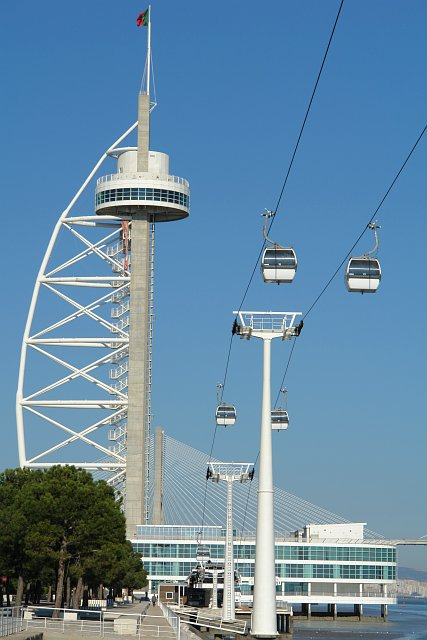
Torre Vasco da Gama e Teleférico do Parque das Nações
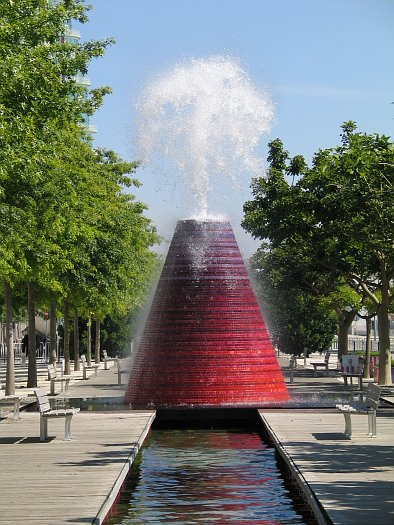
Fontana all'interno del Parque das Nações